# Métoprolol
Le métoprolol est une molécule chimique avec des propriétés bêta-bloquantes sur le système cardiovasculaire humain. Commercialisé sous plusieurs noms dont Lopressor et Bétaloc, il est disponible sous forme de sel de tartrate ou de succinate.
Ce médicament est utilisé entre autres contre l'arythmie,  la tachycardie, l'hypertension artérielle, l'insuffisance cardiaque, en prévention de l'angine de poitrine. Il est utilisé en traitement de fond des migraines, comme le propranolol, particulièrement si ces dernières sont reliés à un stress.
Le temps de demi-vie est de 3 à 7 heures, dépendant de l'individu, et sa biodisponibilité est d'environ 40 à 50 %. Il est éliminé de manière hépatique, par les cytochromes P450 2D6 (très forte affinité) et 2C19 (faible affinité)
Le métoprolol bloque de manière spécifique les récepteurs β1, il est donc utilisé de manière préférentielle afin d'éviter les effets secondaires annexes des bêta-bloquants non sélectifs.
Les β-bloquants lipophiles (metoprolol, propranolol et oxprenolol) ont montré une réduction significative du risque de mortalité cardiovasculaire d'environ 25% par rapport au β-bloquant hydrophile (atenolol), et une tendance à la baisse pour le risque de mortalité toutes causes confondues (OR 0,86, IC 95 % [0,72-1,03]).

## Stéréochimie
Le métoprolol contient un stéréocentre et se compose donc de deux énantiomères. C'est un racémate, c'est-à-dire le mélange 1:1 des formes (R) et (S) :
| Énantiomères de métoprolol | Énantiomères de métoprolol |
| -------------------------- | -------------------------- |
| numéro CAS : 81024-43-3    | numéro CAS : 81024-42-2    |